# Campeonato Sul-Mato-Grossense 1997
In 1997 werd het negentiende Campeonato Sul-Mato-Grossense gespeeld voor voetbalclubs uit de Braziliaanse staat Mato Grosso do Sul. De competitie werd georganiseerd door de Federação de Futebol de Mato Grosso do Sul en werd gespeeld van 23 maart tot 13 juli. Operário werd kampioen. 

## Eerste toernooi
| Plaats | Club                     | Wed. | W | G | V | Saldo | Ptn. |
| ------ | ------------------------ | ---- | - | - | - | ----- | ---- |
| 1.     | Taveirópolis             | 8    | 4 | 0 | 4 | 10:14 | 12   |
| 2.     | Operário de Campo Grande | 8    | 3 | 3 | 2 | 14:11 | 12   |
| 3.     | Comercial                | 8    | 3 | 2 | 3 | 12:12 | 11   |
| 4.     | Marítimos                | 8    | 3 | 1 | 4 | 9:13  | 10   |
| 5.     | Paranaibense             | 8    | 2 | 4 | 2 | 13:8  | 10   |

|  | Geplaatst voor tweede toernooi |

## Tweede toernooi
| Plaats | Club                     | Wed. | W | G | V | Saldo | Ptn. |
| ------ | ------------------------ | ---- | - | - | - | ----- | ---- |
| 1.     | Operário de Campo Grande | 4    | 1 | 3 | 0 | 4:3   | 6    |
| 2.     | Comercial                | 4    | 0 | 4 | 0 | 3:3   | 4    |
| 3.     | Taveirópolis             | 4    | 0 | 3 | 1 | 2:3   | 3    |

|  | Geplaatst voor finale |

## Finale
|             |           |       |          |  |
| 6 juli Heen | Comercial | 0 – 2 | Operário |  |
| 6 juli Heen |           |       |          |  |

|               |          |       |           |  |
| 13 juli Terug | Operário | 0 – 0 | Comercial |  |
| 13 juli Terug |          |       |           |  |

### Kampioen
| Campeonato Sul-Mato-Grossense de 1997 |
| Mato Grosso do Sul                    |
| ------------------------------------- |
| OPERÁRIO Kampioen (10° titel)         |